# Società Sportiva Calcio Napoli 2020-2021
Questa voce raccoglie le informazioni riguardanti la Società Sportiva Calcio Napoli nelle competizioni ufficiali della stagione 2020-2021.

## Stagione
Grazie alla vittoria della Coppa Italia 2019-2020 e la conseguente qualificazione alla fase a gironi di Europa League, il Napoli partecipa a una competizione europea per l'undicesima volta di fila. La stagione inizia con quattro vittorie consecutive in campionato: sul campo del Parma (0-2), in casa contro Genoa (6-0) e Atalanta (4-1) e in trasferta contro il Benevento (1-2). Segue poi una sconfitta interna contro il Sassuolo (0-2), un successo sul campo del Bologna (0-1) e un'altra sconfitta a Fuorigrotta contro la capolista Milan (1-3). 
In Europa League il Napoli viene sorteggiato nel girone F insieme agli olandesi dell'AZ Alkmaar, agli spagnoli della Real Sociedad e ai croati del Rijeka. Gli azzurri iniziano il cammino europeo con una sconfitta alla prima giornata in casa contro l’AZ (0-1), per poi vincere le due gare successive: in trasferta contro la Real Sociedad (0-1) e in rimonta sul campo del Rijeka (1-2). Nel girone di ritorno i partenopei superano il club croato al San Paolo (2-0), il giorno dopo la morte dell'icona azzurra Diego Armando Maradona, in onore del quale verrà poi rinominato l'impianto cittadino. Seguono due pareggi contro AZ e Real Sociedad (entrambi per 1-1), con gli spagnoli che si qualificano a spese della squadra olandese (sconfitta per 2-1 contro il Rijeka all'ultima giornata). Il Napoli passa così il turno al primo posto nel girone con 11 punti, frutto di tre vittorie, due pareggi e una sola sconfitta.
In campionato i partenopei ottengono due vittorie consecutive: in casa contro la Roma (4-0) e in trasferta contro il Crotone (0-4). Debuttano poi al ribattezzato stadio Diego Armando Maradona con un successo in rimonta sulla Sampdoria (2-1). Nelle successive otto partite gli azzurri ottengono solo dieci punti, terminando il girone di andata al sesto posto (a pari merito con la Lazio) con 34 punti, a -2 dal quarto posto, conteso tra Juventus e Atalanta, e con una partita da recuperare proprio contro i bianconeri, valida per la terza giornata di Serie A e rinviata in seguito al divieto di partenza per Torino imposto ai partenopei dall'ASL di Napoli dopo alcuni casi di COVID-19 riscontrati all'interno del gruppo squadra e dello staff tecnico.
Il 20 gennaio 2021 gli uomini di Gattuso perdono il primo trofeo stagionale, venendo battuti dalla Juventus (2-0) nella finale di Supercoppa italiana, giocata al Mapei Stadium di Reggio Emilia. In Coppa Italia, invece, i partenopei eliminano agli ottavi di finale l'Empoli (3-2) e poi lo Spezia ai quarti (4-2), ma alla fine soccombono in semifinale contro l'Atalanta, dopo un pareggio senza reti all'andata al Maradona e una sconfitta nella gara di ritorno a Bergamo (3-1). Nei sorteggi dei sedicesimi di finale di Europa League la squadra pesca l'esordiente Granada: dopo aver perso nella gara di andata in Spagna (2-0), la vittoria in casa al ritorno (2-1) non è sufficiente per passare il turno.
I partenopei iniziano il girone di ritorno in campionato battendo al Maradona il Parma (2-0) ed uscendo sconfitti dalla trasferta contro il Genoa (2-1), mentre, per quanto riguarda gli scontri diretti, vincono contro la Juventus in casa (1-0) e perdono, nuovamente, a Bergamo contro l'Atalanta (4-2). Ad eccezione della sconfitta sul campo della Juventus nel recupero della terza giornata (2-1), il Napoli termina le successive nove partite da imbattuto, vincendo in trasferta contro Milan (0-1) e Roma (0-2) e pareggiando in casa con l'Inter (1-1).
Dopo la vittoria esterna contro il Torino (0-2), a cinque giornate dalla fine del campionato, gli azzurri restano in corsa per un posto nella Champions League 2021-2022, alla quale si qualificano le prime quattro. Nelle successive quattro partite l'undici di Gattuso ottiene tre vittorie e un pareggio, giungendo all'ultima di campionato appaiato con il Milan al terzo posto con 76 punti, e con la Juventus quinta a un punto di distanza. Tuttavia, il pareggio casalingo contro un Verona senza obiettivi (1-1) condanna nuovamente i partenopei a disputare l'Europa League: i rossoneri, infatti, vincono per 2-0 al Gewiss Stadium contro l'Atalanta, ormai sicura della qualificazione nella maggiore competizione europea per club, mentre la Juventus non ha problemi a liquidare la pratica Bologna al Dall'Ara, sorpassando così gli azzurri nella classifica finale.
Il Napoli raccoglie 43 punti nel girone di ritorno, secondo solamente all'Inter, vincitrice del torneo. Ciononostante, Il mancato raggiungimento dell'obiettivo stagionale, unito ad un feeling mai instauratosi con il presidente Aurelio De Laurentiis, causa la fine del ciclo di Gennaro Gattuso a Castel Volturno.

## Divise e sponsor
Il fornitore tecnico per la stagione 2020-2021 è Kappa alla sesta stagione consecutiva, mentre gli sponsor ufficiali sono Acqua Lete (alla sedicesima stagione) e MSC Crociere (al quinto anno, secondo consecutivo), mentre il back sponsor è Kimbo Caffè. Questa disposizione sussiste esclusivamente nelle gare di campionato e di Coppa Italia, poiché nelle competizioni internazionali è consentito esibire un solo sponsor sulla maglia.
La prima divisa ha come colore predominante il classico azzurro con dettagli blu scuro nel colletto a V e nelle maniche, mentre il main sponsor Acqua Lete cambia colore dopo quindici anni passando dal bianco storico al rosso. La seconda divisa è un completo mint green con dettagli verde scuro, mentre la terza divisa è un completo blu scuro con dettagli rosa.
Il 29 novembre 2020, in occasione della sfida casalinga di campionato contro la Roma, la squadra scende in campo con una speciale quarta divisa a strisce bianco-azzurre, simile a quella della nazionale argentina, per commemorare il rapporto dell'ex capitano azzurro Diego Armando Maradona con la città di Napoli e con i tifosi. Inizialmente era previsto che la divisa sarebbe stata presentata da remoto dallo stesso Maradona, ma, in seguito alla prematura scomparsa del campione argentino, avvenuta il 25 novembre, la divisa è stata utilizzata come gesto di commemorazione verso l'ex calciatore.
| Casa | Casa (Europa League) | Trasferta | Terza divisa | Quarta divisa | Napoli × Marcelo Burlon |

## Organigramma societario
Area direttiva
- Presidente: Aurelio De Laurentiis
- Vicepresidente: Jacqueline De Laurentiis
- Vicepresidente: Edoardo De Laurentiis
- Consigliere Delegato: Andrea Chiavelli

Area organizzativa
- Direttore Amministrativo: Laura Belli
- Direttore Processi Amministrativi e Compliance: Antonio Saracino
- Segretario: Alberto Vallefuoco

Area Marketing
- Head of operations, sales & marketing: Alessandro Formisano

Area Comunicazione
- Dir. Area Comunicazione: Nicola Lombardo
- Addetto Stampa: Guido Baldari

Area Tecnica
- Direttore Sportivo: Cristiano Giuntoli
- Team Manager: Matteo Scala
- Allenatore: Gennaro Gattuso
- Vice allenatore: Luigi Riccio
- Preparatore atletico: Bruno Dominici
- Preparatore atletico: Dino Tenderini
- Match analyst: Marco Sangermani
- Collaboratore tecnico: Massimo Innocenti
- Collaboratore tecnico: Francesco Sarlo
- Preparatori dei portieri: Alessandro Nista e Roberto Perrone

Area Medica
- Responsabile Staff Medico: dottor Raffaele Canonico

## Rosa
Rosa e numerazione aggiornate al 10 febbraio 2021.
| N. |                               | Ruolo | Calciatore         |
| -- | ----------------------------- | ----- | ------------------ |
| 1  | Italia (bandiera)             | P     | Alex Meret         |
| 2  | Francia (bandiera)            | D     | Kévin Malcuit      |
| 3  | Algeria (bandiera)            | D     | Karim Zedadka      |
| 4  | Germania (bandiera)           | C     | Diego Demme        |
| 5  | Francia (bandiera)            | C     | Tiémoué Bakayoko   |
| 6  | Portogallo (bandiera)         | D     | Mário Rui          |
| 7  | Macedonia del Nord (bandiera) | C     | Eljif Elmas        |
| 8  | Spagna (bandiera)             | C     | Fabián Ruiz        |
| 9  | Nigeria (bandiera)            | A     | Victor Osimhen     |
| 11 | Messico (bandiera)            | A     | Hirving Lozano     |
| 13 | Italia (bandiera)             | D     | Sebastiano Luperto |
| 14 | Belgio (bandiera)             | A     | Dries Mertens      |
| 16 | Ucraina (bandiera)            | P     | Nikita Contini     |
| 18 | Spagna (bandiera)             | A     | Fernando Llorente  |
| 19 | Serbia (bandiera)             | D     | Nikola Maksimović  |

| N. |                       | Ruolo | Calciatore                        |
| -- | --------------------- | ----- | --------------------------------- |
| 20 | Polonia (bandiera)    | C     | Piotr Zieliński                   |
| 21 | Italia (bandiera)     | A     | Matteo Politano                   |
| 22 | Italia (bandiera)     | D     | Giovanni Di Lorenzo               |
| 23 | Albania (bandiera)    | D     | Elseid Hysaj                      |
| 24 | Italia (bandiera)     | A     | Lorenzo Insigne (capitano)        |
| 25 | Colombia (bandiera)   | P     | David Ospina                      |
| 26 | Senegal (bandiera)    | D     | Kalidou Koulibaly (vice-capitano) |
| 31 | Algeria (bandiera)    | D     | Faouzi Ghoulam                    |
| 33 | Kosovo (bandiera)     | D     | Amir Rrahmani                     |
| 34 | Germania (bandiera)   | A     | Amin Younes                       |
| 37 | Italia (bandiera)     | A     | Andrea Petagna                    |
| 44 | Grecia (bandiera)     | D     | Kōstas Manōlas                    |
| 58 | Italia (bandiera)     | A     | Antonio Cioffi                    |
| 68 | Slovacchia (bandiera) | C     | Stanislav Lobotka                 |
| 99 | Polonia (bandiera)    | A     | Arkadiusz Milik                   |

## Calciomercato

### Sessione estiva(dal 01/09 al 05/10)
| Acquisti         | Acquisti                 | Acquisti       | Acquisti                  |
| R.               | Nome                     | da             | Modalità                  |
| ---------------- | ------------------------ | -------------- | ------------------------- |
| P                | Nikita Contini           | Virtus Entella | fine prestito             |
| D                | Amir Rrahmani            | Verona         | fine prestito             |
| C                | Tiémoué Bakayoko         | Chelsea        | prestito                  |
| A                | Victor Osimhen           | Lilla          | definitivo (75 milioni €) |
| A                | Andrea Petagna           | SPAL           | fine prestito             |
| Altre operazioni |                          |                |                           |
| R.               | Nome                     | da             | Modalità                  |
| D                | Luigi D'Ignazio          | Cavese         | fine prestito             |
| C                | Gianluca Gaetano         | Cremonese      | fine prestito             |
| C                | Zinédine Machach         | Cosenza        | fine prestito             |
| C                | Francesco Mezzoni        | Pontedera      | fine prestito             |
| C                | Luca Palmiero            | Pescara        | fine prestito             |
| C                | Mario Francesco Prezioso | Vibonese       | fine prestito             |
| A                | Alfredo Bifulco          | Juve Stabia    | fine prestito             |
| A                | Leonardo Candellone      | Torino         | definitivo                |
| A                | Amato Ciciretti          | Empoli         | fine prestito             |
| A                | Luigi Liguori            | Fermana        | fine prestito             |
| A                | Adam Ounas               | Nizza          | fine prestito             |
| A                | Raffaele Russo           | Pro Vercelli   | fine prestito             |
| A                | Gennaro Tutino           | Empoli         | fine prestito             |
| A                | Alessio Zerbin           | Cesena         | fine prestito             |

| Cessioni         | Cessioni                 | Cessioni              | Cessioni                                  |
| R.               | Nome                     | a                     | Modalità                                  |
| ---------------- | ------------------------ | --------------------- | ----------------------------------------- |
| P                | Orestīs Karnezīs         | Lilla                 | definitivo (5,1 milioni €)                |
| D                | Sebastiano Luperto       | Crotone               | prestito                                  |
| C                | Allan                    | Everton               | definitivo (24,6 milioni €)               |
| A                | José María Callejón      |                       | svincolato                                |
| A                | Amin Younes              | Eintracht Francoforte | prestito biennale con diritto di riscatto |
| Altre operazioni |                          |                       |                                           |
| R.               | Nome                     | a                     | Modalità                                  |
| P                | Luigi Sepe               | Parma                 | riscatto, definitivo                      |
| D                | Vlad Chiricheș           | Sassuolo              | riscatto, definitivo                      |
| D                | Luigi D'Ignazio          | Turris                | fine prestito                             |
| D                | Claudio Manzi            | Lilla                 | definitivo                                |
| D                | Alessandro Zanoli        | Legnago               | prestito                                  |
| D                | Marc Tsoungui            | Losanna               | definitivo                                |
| C                | Amato Ciciretti          | Chievo                | prestito                                  |
| C                | Gianluca Gaetano         | Cremonese             | prestito                                  |
| C                | Alberto Grassi           | Parma                 | riscatto, definitivo                      |
| C                | Valerio Labriola         | Fermana               | prestito                                  |
| C                | Zinédine Machach         | VVV-Venlo             | prestito con diritto di riscatto          |
| C                | Francesco Mezzoni        | Feralpisalò           | prestito                                  |
| C                | Luca Palmiero            | Chievo                | prestito                                  |
| C                | Mario Francesco Prezioso | Modena                | prestito                                  |
| C                | Marko Rog                | Cagliari              | riscatto, definitivo                      |
| C                | Agapios Vrikkis          | Catania               | definitivo                                |
| C                | Karim Zedadka            | Cavese                | prestito                                  |
| A                | Alfredo Bifulco          | Padova                | definitivo                                |
| A                | Leonardo Candellone      | Bari                  | prestito biennale con diritto di riscatto |
| A                | Franco Ferrari           | Como                  | prestito                                  |
| A                | Roberto Inglese          | Parma                 | riscatto, definitivo                      |
| A                | Leandrinho               | Bragantino            | riscatto, definitivo                      |
| A                | Luigi Liguori            | Lilla                 | definitivo                                |
| A                | Adam Ounas               | Cagliari              | prestito con diritto di riscatto          |
| A                | Ciro Palmieri            | Lilla                 | definitivo                                |
| A                | Raffaele Russo           | Grosseto              | prestito                                  |
| A                | Lorenzo Sgarbi           | Legnano               | prestito                                  |
| A                | Gennaro Tutino           | Salernitana           | prestito con diritto di riscatto          |
| A                | Simone Verdi             | Torino                | riscatto, definitivo                      |
| A                | Samuel Vianni            | Torino                | definitivo                                |
| A                | Alessio Zerbin           | Pro Vercelli          | prestito                                  |

### Sessione invernale(dal 04/01 al 01/02)
| Acquisti         | Acquisti          | Acquisti         | Acquisti             |
| R.               | Nome              | da               | Modalità             |
| Altre operazioni | Altre operazioni  | Altre operazioni | Altre operazioni     |
| R.               | Nome              | da               | Modalità             |
| ---------------- | ----------------- | ---------------- | -------------------- |
| C                | Valerio Labriola  | Fermana          | risoluzione prestito |
| C                | Francesco Mezzoni | Feralpisalò      | risoluzione prestito |
| C                | Karim Zedadka     | Cavese           | risoluzione prestito |
| A                | Adam Ounas        | Cagliari         | risoluzione prestito |

| Cessioni         | Cessioni          | Cessioni            | Cessioni                         |
| R.               | Nome              | a                   | Modalità                         |
| ---------------- | ----------------- | ------------------- | -------------------------------- |
| D                | Kévin Malcuit     | Fiorentina          | prestito                         |
| A                | Fernando Llorente | Udinese             | definitivo                       |
| A                | Arkadiusz Milik   | Olympique Marsiglia | prestito con obbligo di riscatto |
| Altre operazioni |                   |                     |                                  |
| R.               | Nome              | a                   | Modalità                         |
| C                | Francesco Mezzoni | Pro Vercelli        | prestito                         |
| A                | Adam Ounas        | Crotone             | prestito                         |

## Risultati

### Serie A

#### Girone di andata
| Arbitro: | Mariani (Aprilia) |

|  |           |                            |
|  | Marcatori | 63’ Mertens 77’ L. Insigne |

| Arbitro: | Sacchi (Macerata) |

|                                                                  |           |  |
| Lozano 10’, 65’ Zielinski 46’ Mertens 57’ Elmas 69’ Politano 72’ | Marcatori |  |

| Arbitro: | Mariani (Aprilia) |

|                        |           |                       |
| Ronaldo 13’ Dybala 73’ | Marcatori | 90’ (rig.) L. Insigne |

| Arbitro: | Di Bello (Brindisi) |

|                                          |           |             |
| Lozano 23’, 27’ Politano 30’ Osimhen 43’ | Marcatori | 69’ Lammers |

| Arbitro: | Doveri (Roma) |

|                |           |                            |
| R. Insigne 30’ | Marcatori | 60’ L. Insigne 67’ Petagna |

| Arbitro: | Mariani (Aprilia) |

|  |           |                                  |
|  | Marcatori | 59’ (rig.) Locatelli 90+5’ Lopez |

| Arbitro: | Pasqua (Tivoli) |

|  |           |             |
|  | Marcatori | 23’ Osimhen |

| Arbitro: | Valeri (Roma) |

|             |           |                                  |
| Mertens 63’ | Marcatori | 20’, 54’ Ibrahimović 90+5’ Hauge |

| Arbitro: | Di Bello (Brindisi) |

|                                                         |           |  |
| L. Insigne 31’ Fabián Ruiz 64’ Mertens 81’ Politano 86’ | Marcatori |  |

| Arbitro: | Marinelli (Tivoli) |

|  |           |                                                   |
|  | Marcatori | 31’ L. Insigne 58’ Lozano 76’ Demme 90+1’ Petagna |

| Arbitro: | La Penna (Roma) |

|                        |           |            |
| Lozano 53’ Petagna 68’ | Marcatori | 20’ Jankto |

| Arbitro: | Massa (Imperia) |

|                   |           |  |
| Lukaku 73’ (rig.) | Marcatori |  |

| Arbitro: | Orsato (Schio) |

|                              |           |  |
| Immobile 9’ Luis Alberto 56’ | Marcatori |  |

| Arbitro: | Valeri (Roma) |

|                  |           |          |
| L. Insigne 90+2’ | Marcatori | 56’ Izzo |

| Arbitro: | Manganiello (Pinerolo) |

|                |           |                                                     |
| João Pedro 60’ | Marcatori | 25’, 62’ Zielinski 74’ Lozano 86’ (rig.) L. Insigne |

| Arbitro: | Mariani (Aprilia) |

|             |           |                             |
| Petagna 58’ | Marcatori | 68’ (rig.) Nzola 81’ Pobega |

| Arbitro: | Pasqua (Tivoli) |

|             |           |                                    |
| Lasagna 27’ | Marcatori | 15’ (rig.) L. Insigne 90’ Bakayoko |

| Arbitro: | Chiffi (Padova) |

|                                                                           |           |  |
| L. Insigne 5’, 72’ (rig.) Demme 36’ Lozano 38’ Zieliński 45’ Politano 89’ | Marcatori |  |

| Arbitro: | Fabbri (Ravenna) |

|                                    |           |           |
| Dimarco 34’ Barák 62’ Zaccagni 79’ | Marcatori | 1’ Lozano |

#### Girone di ritorno
| Arbitro: | La Penna (Roma) |

|                        |           |  |
| Elmas 32’ Politano 82’ | Marcatori |  |

| Arbitro: | Manganiello (Pinerolo) |

|                 |           |              |
| Pandev 11’, 26’ | Marcatori | 79’ Politano |

| Arbitro: | Doveri (Roma) |

|                    |           |  |
| Insigne 31’ (rig.) | Marcatori |  |

| Arbitro: | Di Bello (Brindisi) |

|                                                |           |                                 |
| D. Zapata 52’ Gosens 64’ Muriel 71’ Romero 79’ | Marcatori | 58’ Zieliński 76’ (aut.) Gosens |

| Arbitro: | Abisso (Palermo) |

|                          |           |  |
| Mertens 34’ Politano 66’ | Marcatori |  |

| Arbitro: | Marini (Roma) |

|                                                                |           |                                                    |
| Maksimović 34’ (aut.) Berardi 45+1’ (rig.) Caputo 90+5’ (rig.) | Marcatori | 38’ Zieliński 72’ Di Lorenzo 90’ (rig.) L. Insigne |

| Arbitro: | Chiffi (Padova) |

|                                |           |             |
| L. Insigne 8’, 76’ Osimhen 65’ | Marcatori | 73’ Soriano |

| Arbitro: | Pasqua (Tivoli) |

|  |           |              |
|  | Marcatori | 49’ Politano |

| Arbitro: | Di Bello (Brindisi) |

|  |           |                  |
|  | Marcatori | 27’, 34’ Mertens |

| Arbitro: | Di Martino (Teramo) |

|                                                       |           |                           |
| L. Insigne 19’ Osimhen 22’ Mertens 34’ Di Lorenzo 72’ | Marcatori | 25’, 48’ Simy 59’ Messias |

| Arbitro: | Valeri (Roma) |

|  |           |                             |
|  | Marcatori | 35’ Fabián Ruiz 87’ Osimhen |

| Arbitro: | Doveri (Roma) |

|                       |           |             |
| Handanovič 36’ (aut.) | Marcatori | 55’ Eriksen |

| Arbitro: | Di Bello (Brindisi) |

|                                                                |           |                                   |
| L. Insigne 7’ (rig.), 53’ Politano 12’ Mertens 65’ Osimhen 80’ | Marcatori | 70’ Immobile 74’ Milinkovic-Savic |

| Arbitro: | Valeri (Roma) |

|  |           |                          |
|  | Marcatori | 11’ Bakayoko 13’ Osimhen |

| Arbitro: | Fabbri (Ravenna) |

|             |           |              |
| Osimhen 13’ | Marcatori | 90+4’ Nandez |

| Arbitro: | Irrati (Pistoia) |

|             |           |                                           |
| Piccoli 64’ | Marcatori | 15’ Zieliński 23’, 44’ Osimhen 79’ Lozano |

| Arbitro: | Calvarese (Teramo) |

|                                                                          |           |           |
| Zieliński 28’ Fabián Ruiz 31’ Lozano 56’ Di Lorenzo 66’ L. Insigne 90+1’ | Marcatori | 41’ Okaka |

| Arbitro: | Abisso (Palermo) |

|  |           |                                  |
|  | Marcatori | 56’ L. Insigne 67’ (aut.) Venuti |

| Arbitro: | Chiffi (Padova) |

|              |           |             |
| Rrahmani 60’ | Marcatori | 69’ Faraoni |

### Coppa Italia

#### Fase finale
| Arbitro: | Giua (Olbia) |

|                                       |           |                  |
| Di Lorenzo 18’ Lozano 38’ Petagna 76’ | Marcatori | 33’, 68’ Bajrami |

| Arbitro: | Fourneau (Roma) |

|                                                |           |                        |
| Koulibaly 5’ Lozano 20’ Politano 30’ Elmas 40’ | Marcatori | 70’ Gyasi 73’ Acampora |

| Napoli 3 febbraio 2021, ore 20:45 CET Semifinale - Andata | Napoli           | 0 – 0 referto | Atalanta | Stadio Diego Armando Maradona (0 spett.)\| Arbitro: \| Fabbri (Ravenna) \| |
| Arbitro:                                                  | Fabbri (Ravenna) |               |          |                                                                            |

| Arbitro: | La Penna (Roma) |

|                                |           |            |
| D. Zapata 10’ Pessina 16’, 78’ | Marcatori | 53’ Lozano |

### UEFA Europa League

#### Fase a gironi
| Arbitro: | Stefański |

|  |           |            |
|  | Marcatori | 57’ de Wit |

| Arbitro: | Pawson |

|  |           |              |
|  | Marcatori | 56’ Politano |

| Arbitro: | Gestranius |

|           |           |                            |
| Murić 13’ | Marcatori | 43’ Demme 62’ (aut.) Braut |

| Arbitro: | Ozkahya |

|                                 |           |  |
| Anastasio 41’ (aut.) Lozano 75’ | Marcatori |  |

| Arbitro: | Buquet |

|                  |           |            |
| Martins Indi 54’ | Marcatori | 6’ Mertens |

| Arbitro: | Grinfeld |

|               |           |            |
| Zieliński 35’ | Marcatori | 90+2’ José |

#### Fase ad eliminazione diretta
| Arbitro: | Karasëv |

|                        |           |  |
| Herrera 19’ Kenedy 21’ | Marcatori |  |

| Arbitro: | Siebert |

|                       |           |             |
| Zieliński 3’ Ruiz 59’ | Marcatori | 25’ Montoro |

### Supercoppa italiana
| Arbitro: | Valeri (Roma 2) |

|                          |           |  |
| Ronaldo 64’ Morata 90+5’ | Marcatori |  |

## Statistiche finali

### Statistiche di squadra
| Competizione        | Punti | In casa | In casa | In casa | In casa | In casa | In casa | In trasferta | In trasferta | In trasferta | In trasferta | In trasferta | In trasferta | Totale | Totale | Totale | Totale | Totale | Totale | DR  |
| Competizione        | Punti | G       | V       | N       | P       | Gf      | Gs      | G            | V            | N            | P            | Gf           | Gs           | G      | V      | N      | P      | Gf     | Gs     | DR  |
| ------------------- | ----- | ------- | ------- | ------- | ------- | ------- | ------- | ------------ | ------------ | ------------ | ------------ | ------------ | ------------ | ------ | ------ | ------ | ------ | ------ | ------ | --- |
| Serie A             | 77    | 19      | 12      | 4       | 3       | 50      | 20      | 19           | 12           | 1            | 6            | 36           | 21           | 38     | 24     | 5      | 9      | 86     | 41     | +45 |
| Coppa Italia        | -     | 3       | 2       | 1       | 0       | 7       | 4       | 1            | 0            | 0            | 1            | 1            | 3            | 4      | 2      | 1      | 1      | 8      | 7      | +1  |
| UEFA Europa League  | 11    | 4       | 2       | 1       | 1       | 5       | 3       | 4            | 2            | 1            | 1            | 4            | 4            | 8      | 4      | 2      | 2      | 9      | 7      | +2  |
| Supercoppa italiana | -     | -       | -       | -       | -       | -       | -       | -            | -            | -            | -            | -            | -            | 1      | 0      | 0      | 1      | 0      | 2      | -2  |
| Totale              | -     | 26      | 16      | 6       | 4       | 62      | 27      | 24           | 14           | 2            | 8            | 41           | 28           | 51     | 30     | 8      | 13     | 103    | 57     | +46 |

### Andamento in campionato
| Giornata  | 1 | 2 | 3 | 4 | 5 | 6 | 7 | 8 | 9 | 10 | 11 | 12 | 13 | 14 | 15 | 16 | 17 | 18 | 19 | 20 | 21 | 22 | 23 | 24 | 25 | 26 | 27 | 28 | 29 | 30 | 31 | 32 | 33 | 34 | 35 | 36 | 37 | 38 |
| --------- | - | - | - | - | - | - | - | - | - | -- | -- | -- | -- | -- | -- | -- | -- | -- | -- | -- | -- | -- | -- | -- | -- | -- | -- | -- | -- | -- | -- | -- | -- | -- | -- | -- | -- | -- |
| Luogo     | T | C | T | C | T | C | T | C | C | T  | C  | T  | T  | C  | T  | C  | T  | C  | T  | C  | T  | C  | T  | C  | T  | C  | T  | T  | C  | T  | C  | C  | T  | C  | T  | C  | T  | C  |
| Risultato | V | V | P | V | V | P | V | P | V | V  | V  | P  | P  | N  | V  | P  | V  | V  | P  | V  | P  | V  | P  | V  | N  | V  | V  | V  | V  | V  | N  | V  | V  | N  | V  | V  | V  | N  |
| Posizione | 1 | 1 | 8 | 4 | 2 | 5 | 3 | 6 | 4 | 3  | 3  | 5  | 5  | 5  | 4  | 6  | 6  | 3  | 6  | 5  | 6  | 5  | 7  | 6  | 6  | 6  | 5  | 5  | 5  | 5  | 5  | 5  | 3  | 5  | 4  | 4  | 4  | 5  |

Fonte:  Serie A - Classifica, su transfermarkt.it, Transfermarkt.
Legenda:

Luogo: C = Casa; T = Trasferta. Risultato: V = Vittoria; N = Pareggio; P = Sconfitta.

### Statistiche dei giocatori
Sono in corsivo i calciatori che hanno lasciato la società a stagione in corso.
| Giocatore     | Serie A  | Serie A | Serie A     | Serie A    | Coppa Italia | Coppa Italia | Coppa Italia | Coppa Italia | Supercoppa Italiana | Supercoppa Italiana | Supercoppa Italiana | Supercoppa Italiana | Europa League | Europa League | Europa League | Europa League | Totale   | Totale | Totale      | Totale     |
| Giocatore     | Presenze | Reti    | Ammonizioni | Espulsioni | Presenze     | Reti         | Ammonizioni  | Espulsioni   | Presenze            | Reti                | Ammonizioni         | Espulsioni          | Presenze      | Reti          | Ammonizioni   | Espulsioni    | Presenze | Reti   | Ammonizioni | Espulsioni |
| ------------- | -------- | ------- | ----------- | ---------- | ------------ | ------------ | ------------ | ------------ | ------------------- | ------------------- | ------------------- | ------------------- | ------------- | ------------- | ------------- | ------------- | -------- | ------ | ----------- | ---------- |
| T. Bakayoko   | 32       | 2       | 6           | 1          | 4            | 0            | 0            | 0            | 1                   | 0                   | 0                   | 0                   | 7             | 0             | 1             | 0             | 44       | 2      | 7           | 1          |
| A. Cioffi     | 1        | 0       | 0           | 0          | 0            | 0            | 0            | 0            | 0                   | 0                   | 0                   | 0                   | 0             | 0             | 0             | 0             | 1        | 0      | 0           | 0          |
| N. Contini    | 0        | 0       | 1           | 0          | 0            | 0            | 0            | 0            | 0                   | 0                   | 0                   | 0                   | 0             | 0             | 0             | 0             | 0        | 0      | 1           | 0          |
| D. Demme      | 24       | 2       | 6           | 0          | 4            | 0            | 0            | 0            | 1                   | 0                   | 0                   | 0                   | 6             | 1             | 1             | 0             | 35       | 3      | 7           | 0          |
| G. Di Lorenzo | 36       | 3       | 11          | 0          | 4            | 1            | 1            | 0            | 1                   | 0                   | 0                   | 0                   | 8             | 0             | 1             | 0             | 49       | 4      | 13          | 0          |
| E. Elmas      | 33       | 2       | 3           | 0          | 4            | 1            | 0            | 0            | 1                   | 0                   | 0                   | 0                   | 6             | 0             | 1             | 0             | 44       | 3      | 4           | 0          |
| F. Ghoulam    | 11       | 0       | 1           | 0          | 1            | 0            | 0            | 0            | 0                   | 0                   | 0                   | 0                   | 5             | 0             | 0             | 0             | 17       | 0      | 1           | 0          |
| E. Hysaj      | 24       | 0       | 2           | 0          | 3            | 0            | 1            | 0            | 0                   | 0                   | 0                   | 0                   | 2             | 0             | 0             | 0             | 29       | 0      | 3           | 0          |
| L. Insigne    | 35       | 19      | 2           | 1          | 4            | 0            | 1            | 0            | 1                   | 0                   | 0                   | 0                   | 8             | 0             | 2             | 0             | 48       | 19     | 5           | 1          |
| K. Koulibaly  | 26       | 0       | 10          | 1          | 3            | 1            | 1            | 0            | 1                   | 0                   | 0                   | 0                   | 7             | 0             | 3             | 0             | 37       | 1      | 14          | 1          |
| F. Llorente   | 3        | 0       | 0           | 0          | 1            | 0            | 0            | 0            | 1                   | 0                   | 0                   | 0                   | -             | -             | -             | -             | 5        | 0      | 0           | 0          |
| S. Lobotka    | 15       | 0       | 2           | 0          | 3            | 0            | 0            | 0            | 0                   | 0                   | 0                   | 0                   | 5             | 0             | 0             | 0             | 23       | 0      | 2           | 0          |
| H. Lozano     | 32       | 11      | 6           | 0          | 4            | 3            | 1            | 0            | 1                   | 0                   | 0                   | 0                   | 6             | 1             | 2             | 0             | 43       | 15     | 9           | 0          |
| S. Luperto    | -        | -       | -           | -          | -            | -            | -            | -            | -                   | -                   | -                   | -                   | -             | -             | -             | -             | -        | -      | -           | -          |
| N. Maksimović | 17       | 0       | 1           | 0          | 2            | 0            | 0            | 0            | 0                   | 0                   | 0                   | 0                   | 8             | 0             | 1             | 0             | 27       | 0      | 2           | 0          |
| K. Malcuit    | 2        | 0       | 0           | 0          | -            | -            | -            | -            | -                   | -                   | -                   | -                   | -             | -             | -             | -             | 2        | 0      | 0           | 0          |
| K. Manōlas    | 30       | 0       | 5           | 0          | 2            | 0            | 0            | 0            | 1                   | 0                   | 0                   | 0                   | -             | -             | -             | -             | 33       | 0      | 5           | 0          |
| A. Meret      | 22       | -29     | 0           | 0          | 1            | -2           | 0            | 0            | 0                   | 0                   | 0                   | 0                   | 5             | -5            | 0             | 0             | 28       | -36    | 0           | 0          |
| D. Mertens    | 29       | 9       | 2           | 0          | 1            | 0            | 0            | 0            | 1                   | 0                   | 0                   | 0                   | 7             | 1             | 1             | 0             | 38       | 10     | 3           | 0          |
| A. Milik      | -        | -       | -           | -          | -            | -            | -            | -            | -                   | -                   | -                   | -                   | -             | -             | -             | -             | -        | -      | -           | -          |
| V. Osimhen    | 24       | 10      | 4           | 0          | 3            | 0            | 0            | 0            | -                   | -                   | -                   | -                   | 3             | 0             | 2             | 1             | 30       | 10     | 6           | 1          |
| D. Ospina     | 16       | -12     | 2           | 0          | 3            | -5           | 0            | 0            | 1                   | -2                  | 0                   | 0                   | 3             | -2            | 0             | 0             | 23       | -21    | 2           | 0          |
| A. Petagna    | 26       | 4       | 0           | 0          | 3            | 1            | 0            | 0            | 1                   | 0                   | 0                   | 0                   | 6             | 0             | 0             | 0             | 36       | 5      | 0           | 0          |
| M. Politano   | 37       | 9       | 3           | 0          | 4            | 1            | 0            | 0            | 1                   | 0                   | 0                   | 0                   | 8             | 1             | 2             | 0             | 50       | 11     | 5           | 0          |
| A. Rrahmani   | 16       | 1       | 2           | 0          | 2            | 0            | 0            | 0            | -                   | -                   | -                   | -                   | 2             | 0             | 0             | 0             | 20       | 1      | 2           | 0          |
| M. Rui        | 28       | 0       | 4           | 0          | 1            | 0            | 1            | 0            | 2                   | 0                   | 0                   | 0                   | 7             | 0             | 1             | 0             | 38       | 0      | 6           | 0          |
| F. Ruiz       | 32       | 3       | 1           | 0          | 1            | 0            | 0            | 0            | 0                   | 0                   | 0                   | 0                   | 8             | 1             | 1             | 0             | 41       | 4      | 2           | 0          |
| A. Younes     | -        | -       | -           | -          | -            | -            | -            | -            | -                   | -                   | -                   | -                   | -             | -             | -             | -             | -        | -      | -           | -          |
| P. Zieliński  | 36       | 8       | 2           | 0          | 4            | 0            | 1            | 0            | 1                   | 0                   | 1                   | 0                   | 6             | 2             | 1             | 0             | 47       | 10     | 5           | 0          |

## Giovanili

### Organigramma
Area sportiva
- Responsabile settore giovanile: Gianluca Grava
- Direttore Sportivo Under-19: Aladino Valoti

Area tecnica
Settore giovanile
- Under-19
  - Allenatore: Emmanuel Cascione
  - Allenatore in seconda: Davide Forchino
  - Preparatore atletico: Umberto Ruggiero
- Under-17
  - Allenatore: Massimo Carnevale
  - Vice: Antonio Di Nardo
  - Preparatore atletico: Arcangelo Crispino
- Under-16
  - Allenatore: Giuseppe Bevilacqua
  - Vice: Giorgio Di Vicino
  - Preparatore atletico: Alfonso De Felice

- Under-15
  - Allenatore: Gennaro Sorano
  - Vice: Raffaele Annunziata
  - Preparatore atletico: Domenico Pagliuca
- Under-14
  - Allenatore: Luigi Malafronte
  - Vice: Albino Rossi
  - Preparatore atletico: Francesco Lauro
- Under-13
  - Allenatori: Armando Nocerino
  - Vice: Francesco Ascione
  - Preparatore atletico: Jacopo Esposito

### Piazzamenti
- Under-19:
  - Campionato: 3º posto nel girone B (promossa dopo i "playoff")
  - Coppa Italia: 2º turno[37]
- Under-17:
  - Campionato: 3º posto (girone 7)
- Under-16:
  - Campionato: sospeso
- Under-15:
  - Campionato: sospeso